# Classe Sa'ar IV
Les patrouilleurs Sa'ar IV, représentent la 4e génération de navire d'attaque de marine israélienne. Ces navires sont aussi connus sous le nom de Reshef.

## Développement

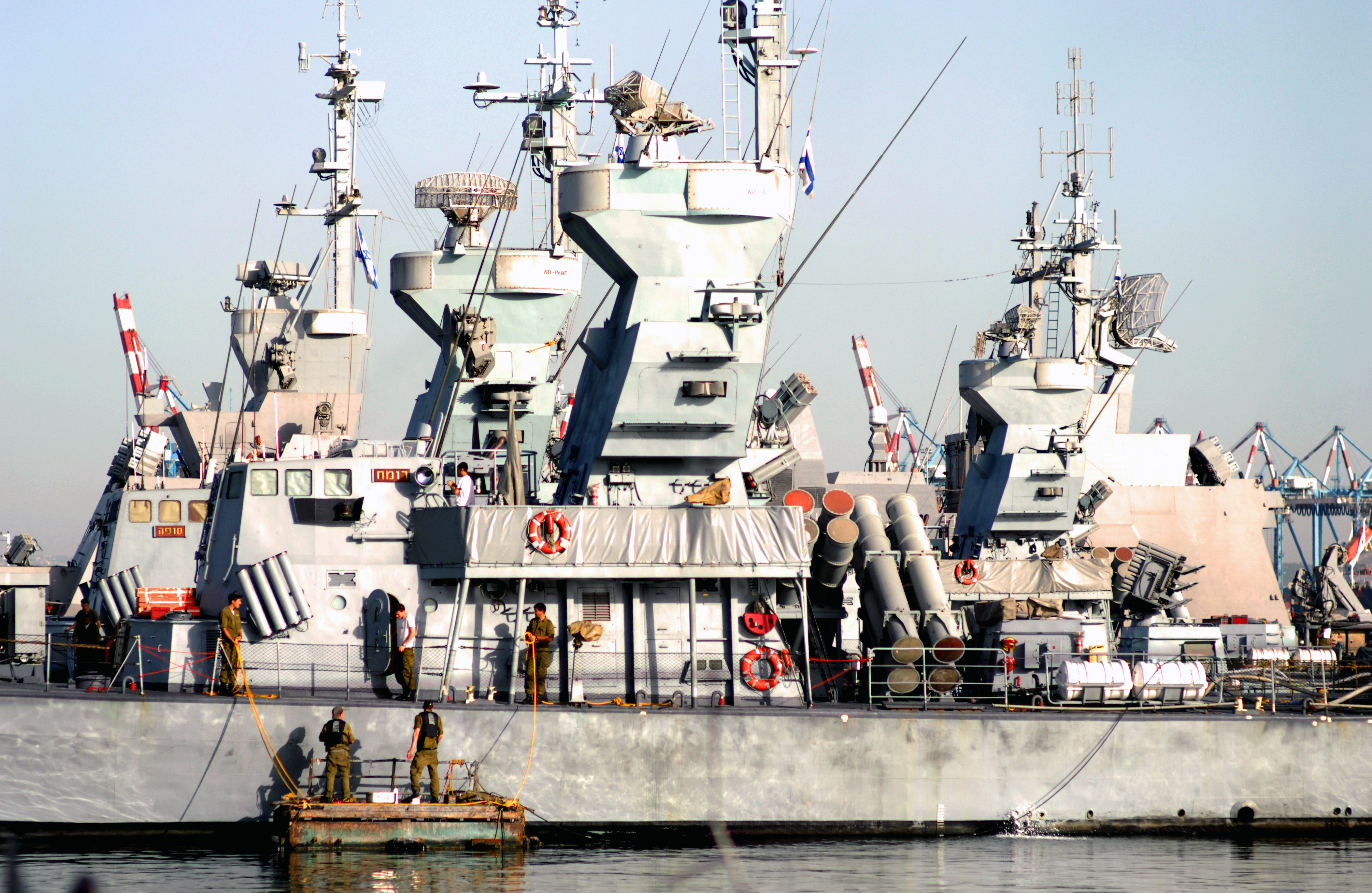
Deux Sa'ar 4.5. les INS Romah et INS Sufa.

Les précédentes classes de patrouilleurs, Sa'ar 1, Sa'ar II, et Sa'ar III, remplirent parfaitement leurs missions, mais elles étaient toutes limitées au niveau de leurs rayons d'action.
Les chantiers allemands de Lursen, après l'embargo décidé par la France en 1969, proposèrent un nouveau projet à la marine israélienne. Ces chantiers avaient par le passé déjà construit les Sa'ar 1.
Ces nouveaux navires étaient deux fois plus importants que ceux des classes précédentes et avaient donc un rayon d'action doublé. La marine, malgré le doublement de la masse, refusa d'installer des nouveaux moteurs diesels plus puissants et demanda aux ingénieurs allemands d'équiper le nouveau navire avec les mêmes moteurs que les classes Sa'ar précédentes à savoir le MTU 16.
De ce fait la classe Sa'ar IV est la moins rapide des patrouilleurs Sa'ar.

## Caractéristique

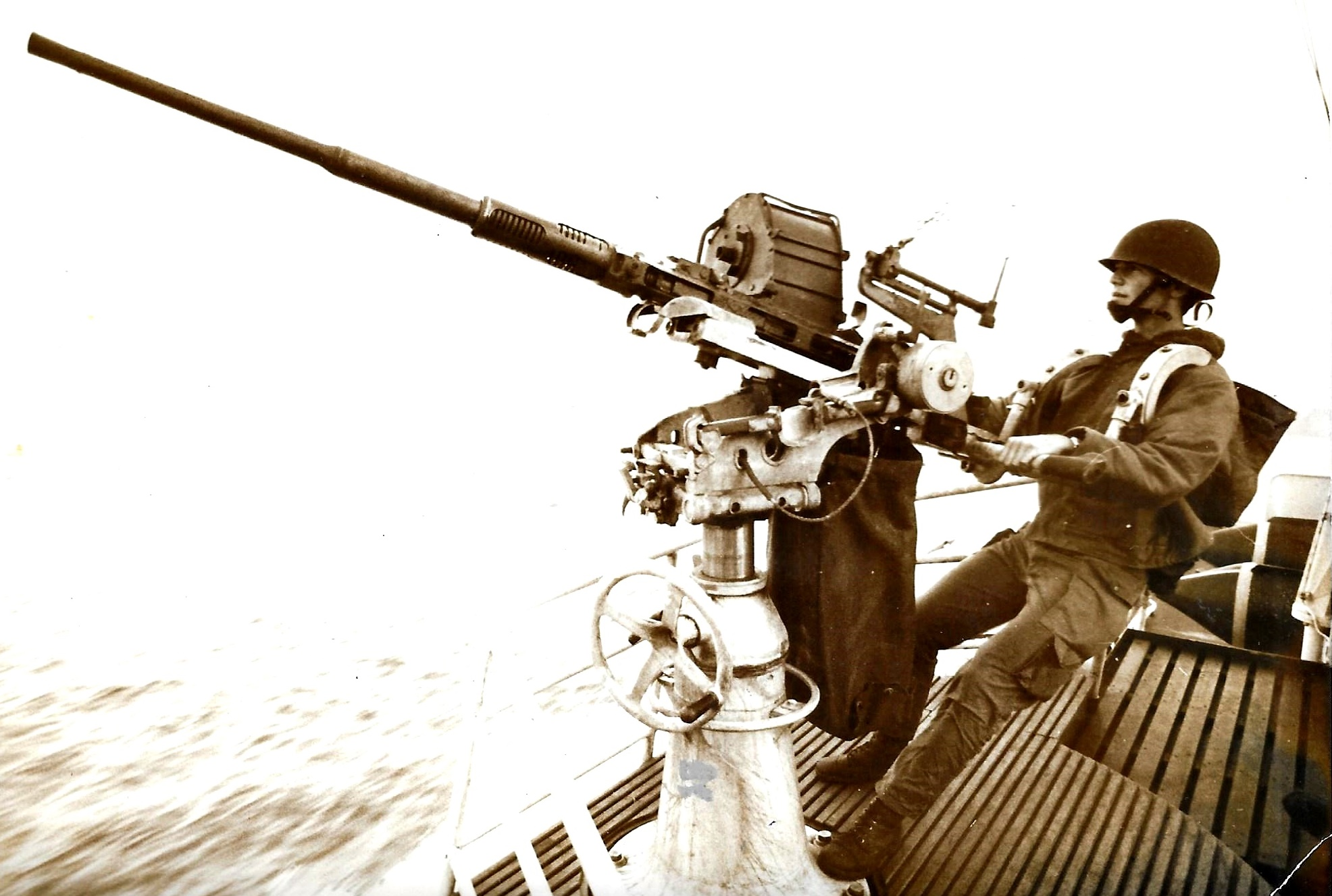
Un canon de 20 mm Oerlikon installé à l'origine sur un Sa'ar IV.

## Au combat
Les deux premiers exemplaires furent utilisés pendant la guerre du Kippour et les deux guerres du Liban.
Lors de la bataille de Lattaquié, l’INS Reshef devient le premier navire à utiliser les missiles Gabriel. Il tira 2 missiles sur un dragueur de mines syriens et le coula.